# 范瑛
范瑛（1986年2月12日—），江苏镇江人，中国女子乒乓球运动员，右手横握球拍削中带攻打法。

## 生涯

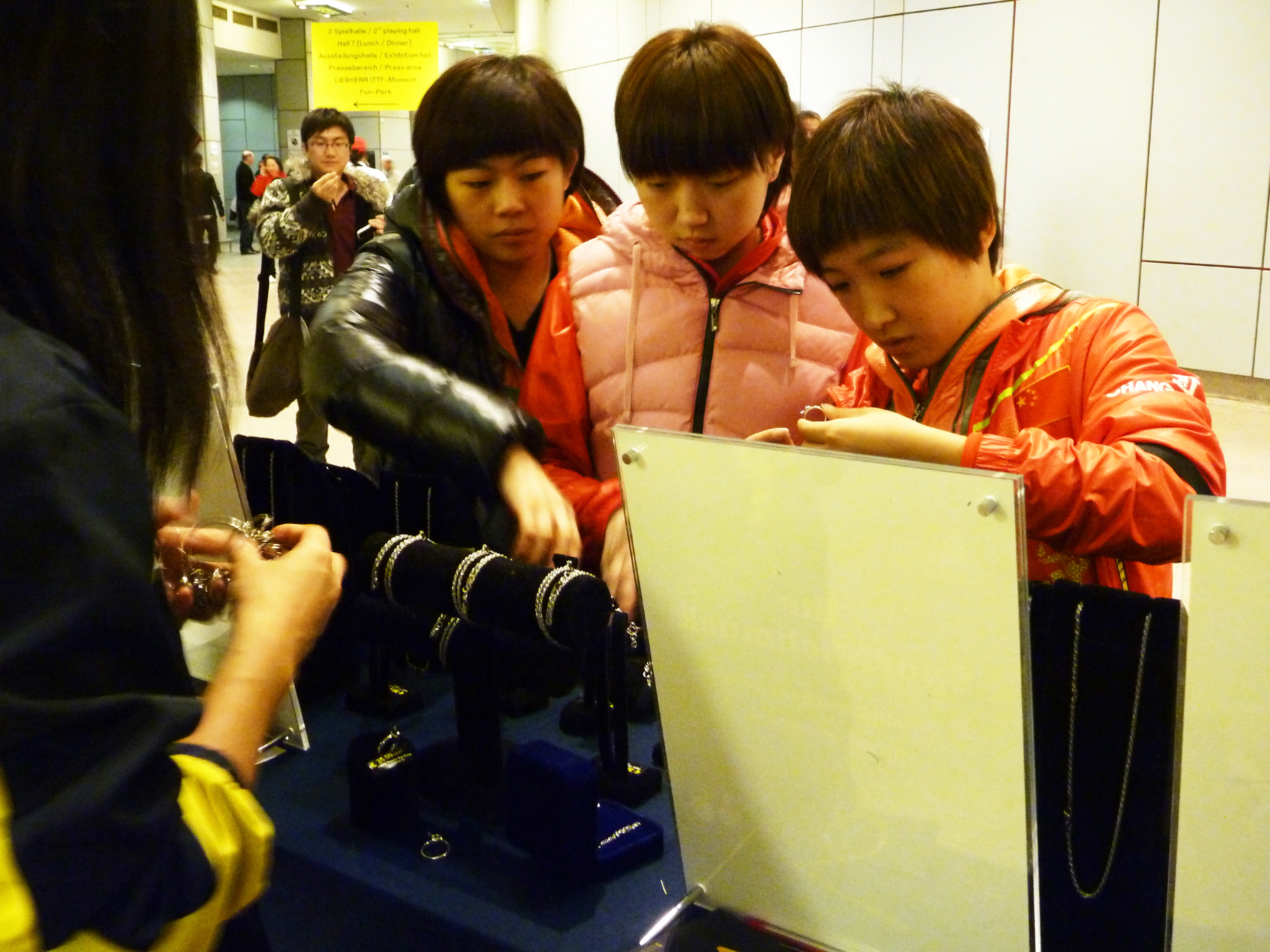
曹臻、范瑛、刘诗雯在2012年世界乒乓球团体锦标赛赛前

范瑛8岁开始打球，1998年进入省市队，2000年进入国家队，因打法所限一直没有跻身主力行列，长期在国家队充当陪练角色，但凭借自身过硬的削球技术，成长为中国国家队中最好的削球手之一，并在对外的比赛中屡有出色发挥。
范瑛曾於2003年亞洲盃乒乓球錦標賽奪得女單冠軍，并曾参加四届世乒赛，最好成绩为2011年鹿特丹世乒赛的女单八强。2011年乒乓球世界杯团体赛，范瑛取代刘诗雯随队参赛，并隨隊取得职业生涯第一个世界冠军头衔。2013年巴黎世乒赛直通选拔赛期间，范瑛因“网球肘”发作而退出比赛，返回省队接受治疗，错过了个人第五次世乒赛之旅。
2014年，范瑛从国家队退役。

## 外部連結
- 【乒乓王国】范瑛专访1 （页面存档备份，存于）
- 【乒乓王国】范瑛专访2 （页面存档备份，存于）